# Paola Piazzolla
Paola Piazzolla (* 21. Oktober 1996 in Canosa di Puglia) ist eine italienische Ruderin. 2017 gewann sie im Leichtsgewichts-Doppelvierer bei den Ruder-Weltmeisterschaften für Italien die Goldmedaille.

## Karriere
Paola Piazzolla begann 2010 mit dem Rudern und ging 2013 zum ersten Mal in ihrer Karriere bei den Junioren-Weltmeisterschaften an den Start. Gemeinsam mit Arianna Mazzoni bildete sie den italienischen Doppelzweier. Zusammen erreichten sie in Trakai das A-Finale, in welchem sie den sechsten und letzten Platz belegten. Im darauffolgenden Jahr ging Piazzolla erneut bei den Junioren-Weltmeisterschaften an den Start und bildete diesmal mit Bianca Laura Pelloni den italienischen Doppelzweier. Sie qualifizierten sich in Hamburg für das A-Finale und beendeten das Rennen auf den fünften Platz.
2015 nahm sie in Plowdiw an den U23-Weltmeisterschaften im Rudern als Ersatzfrau teil und ersetzte im B-Finallauf Veronica Calabrese im Zweier ohne Steuerfrau. Gemeinsam mit Ilaria Broggini belegte sie im B-Finale den ersten Platz und so belegte der italienische Zweier ohne Steuerfrau schlussendlich den siebten Platz. Im darauffolgenden Jahr nahm sie als Teil der Stammbesatzung des Leichtgewichts-Doppelvierers an den U23-Weltmeisterschaften in Rotterdam teil. Neben ihr bildeten das Boot Asja Maregotto, Allegra Francalacci und Giorgia Lo Bue. Gemeinsam qualifizierten sie sich im Vorlauf für das A-Finale und sicherten sich dort die Goldmedaille vor dem schweizerischen und den deutschen Boot.
Im darauffolgenden Jahr ging sie erneut gemeinsam Asja Maregotto im Leichtgewichts-Doppelvierer bei den U23-Weltmeisterschaften 2017 an den Start. In Plowdiw gehörten zudem noch Valentina Rodini und Giovanna Schettino zu der Besetzung des italienischen Leichtgewichts-Doppelvierers. Im Vorlauf qualifizierten sie sich für das A-Finale und dort sicherten sie sich vor dem niederländischen und den deutschen Boot erneut die Goldmedaille. Als U23-Weltmeisterinnen gingen sie auch gemeinsam in der Nähe von Sarasota und Bradenton bei den Weltmeisterschaften 2017 an den Start und konnten sich direkt im Vorlauf für das Finale qualifizieren. Dort setzten sie sich gegen das australische und chinesische Boot durch und wurden Weltmeisterinnen.
2018 ging Paola Piazzolla zum letzten Mal in ihrer Karriere bei den U23-Weltmeisterschaften 2018 an den Start. In Posen bildete gemeinsam mit Giulia Mignemi, Allegra Francalacci und Arianna Noseda den italienischen Leichtgewichts-Doppelvierer. Nachdem sie sich in ihrem Vorlauf für das A-Finale qualifizieren konnte, endeten der Wettbewerb für Piazzolla mit der dritten Goldmedaille bei einer U23-Weltmeisterschaft. Die U23-Weltmeisterinnen gingen zusammen bei den Weltmeisterschaften 2018 in Plowdiw an den Start und erreichten das A-Finale, in welchen sie den sechsten und letzten Platz belegten.
Im Jahr 2019 ging sie im Leichtgewichts-Einer an den Start und debütierte beim Ruder-Weltcup in Posen. Sie qualifizierte sich dabei für das A-Finale und beendete den Wettbewerb auf den fünften Platz. Im Leichtsgewichts-Einer nahm sie für Italien auch an den Weltmeisterschaften 2019 in Linz teil. Dort verpasste sie das A-Finale und erreichte nur das B-Finale, welches sie auf den sechsten Platz beendete. Im Endresultat beendete sie den Wettbewerb auf den zwölften Rang. 2020 gewann sie die Bronzemedaille im Leichtsgewichts-Einer bei den Europameisterschaften. 2022 bei den Europameisterschaften in München siegte der italienische Leichtgewichts-Doppelvierer mit Giulia Mignemi, Paola Piazzolla, Silvia Crosio und Arianna Noseda.